# III Korpus Polski w Rosji
III Korpus Polski na Wschodzie (w Rosji) – wyższy związek taktyczny Wojska Polskiego w Rosji w czasie I wojny światowej.

## Przyczyny powstania
Urzędująca  w Kijowie Centralna Rada spowodowała – swymi deklaracjami o nadaniach chłopom ukraińskim ziemi – masowe ataki na dwory ziemiaństwa (przeważnie polskiego). Ziemiaństwo oczekiwało nadejścia wojsk niemieckich, oczekiwało bowiem, że zaprowadzi porządek i zapobiegnie rzeziom. Stąd niechętny początkowo stosunek tej warstwy społeczności polskiej do prób tworzenia narodowej siły zbrojnej. Jednak z upływem czasu, gdy Niemcy nie nadchodzili, a pożoga coraz dotkliwiej pochłaniała polskie dwory, pałace i cukrownie, stosunek ten zaczął się powoli zmieniać. "Wobec memoriałów CRU nadających ziemie obywateli ziemskich miejscowym chłopom, a w związku z tym systematycznego niszczenia majątków na Ukrainie przez bandy, a zarazem tępienia ludności polskiej, instynktownie tamtejsze sfery ziemiańskie, mając niejednokrotnie swych synów i krewnych w wydzielających się z armii rosyjskiej oddziałach polskich, rozpoczęły akcję ściągania tych oddziałów do swych majątków celem ich obrony, tworząc oddziały milicji złożone z wojskowych Polaków". W tej sytuacji Naczpol postanowił utworzyć korpus polski.

## Formowanie korpusu
Początek formowania korpusu to rozkaz gen. lejtnanta Eugeniusza de Henning-Michaelisa z 4 grudnia 1917 w sprawie koncentracji Wojsk Polskich na Ukrainie. Dowódcą III Korpusu został  gen. Eugeniusz de Henning – Michaelis. W skład korpusu weszły oddziały polskie na Ukrainie formowane dla obrony polskiej własności ziemskiej. Rozkaz był praktycznie nie do wykonania, ponieważ  większość jego formacji było w rozproszeniu. Dodatkową trudnością były toczące się walki jednostek polskich z ukraińskimi.
Pomimo złożonej sytuacji przystąpiono do formowania Korpusu. Stan osobowy Korpusu to ok. 3000 żołnierzy. W dniach 24-27 grudnia zorganizowały się pierwsze jego oddziały. 2 stycznia 1918 powstał Inspektorat Polskiej Siły Zbrojnej na Ukrainie, któremu podporządkowano I i II Korpus. 8 lutego 1918 gen. de Henning – Michaelis opuścił zajmowany przez wojska sowieckie Kijów i przeniósł się do majątku Antoniny koło Starokonstantynowa, gdzie stacjonował szwadron 2 pułku ułanów ze składu I Korpusu oraz oddział samoobrony rotmistrza Feliksa Sas Jaworskiego.

## Działania
Poczynając od 15 lutego 1918  przystąpił on, w oparciu o uzyskaną bazę, do działań mających na celu obronę polskiego stanu posiadania na Ukrainie. Jednocześnie zarządził koncentracje  zorganizowanych już oddziałów na Ukrainie w rejonie Antonin i Winnicy. Zwierzchnikami politycznymi nad formacjami III Korpusu byli Władysław Raczkiewicz, występujący w imieniu Rady Regencyjnej oraz Tadeusz Hołówko z ramienia POW. Na podstawie decyzji Hołówki szefem sztabu został płk Barthel de Weydenthal. Korpus brał udział w walkach z oddziałami Czerwonej Gwardii wspólnie z jednostkami ukraińskimi. Dowództwo korpusu podejmowało próby porozumienia się z rządem Ukraińskiej Republiki Ludowej, ale wobec złożoności sytuacji do porozumienia nie doszło.

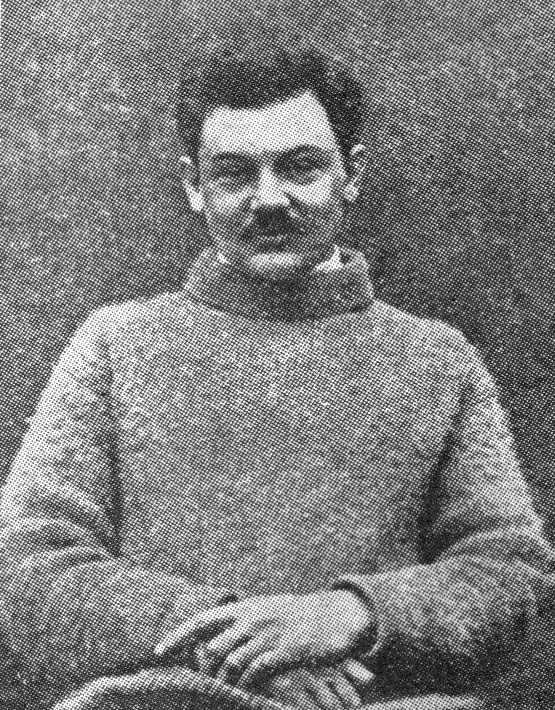
Tadeusz Hołówko

We wciąż niezorganizowanym i rozrzuconym po całym niemal Prawobrzeżu Korpusie było zaledwie około 2000 ludzi. Tadeusz Hołówko, który właśnie przybył do Antonin, próbował przekonać generała Michaelisa o niewłaściwości jego poczynań i nawet zobowiązał go do połączenia rozproszonych oddziałów z II Korpusem, który znajdował się wówczas w Sorokach. Michaelis nie miał zamiaru dotrzymać obietnic. Nadal gubił wojsko w walkach z chłopstwem, bandami i oddziałami Armii Czerwonej, a gdy na Ukrainę wkroczyły wojska niemieckie, przeniósł się do Kijowa, gdzie zaczął rokowania z Niemcami.
W tej sytuacji generał Osiński (naczelny dowódca wojsk polskich na Ukrainie) i Barta postanowili odebrać dowództwo Michaelisowi i uratować resztki III Korpusu. Było już jednak za późno: zaczęły się skoncentrowane ataki bojówek ukraińskich. Najpierw uderzyły na tabory ułańskie pod Pieczarami, potem na trzy szwadrony 7. pułku pod Niemirowem. Otoczeni ułani ulegli po krótkiej walce kilkunastotysięcznemu ugrupowaniu przeciwnika i skapitulowali 14 kwietnia. Ukraińcy nie respektowali jednak warunków umowy kapitulacyjnej. Na miejscu zabitych zostało 5 oficerów i 30 ułanów, którzy pierwsi złożyli broń. Reszta – poturbowana – przekazana została w ręce Austriaków.

## Kapitulacja
Kres Korpusu nastąpił nocą z 9 na 10 czerwca 1918. Jednostki polskie zostały otoczone przez przeważające siły dywizji austriackich. Wobec takiej sytuacji dowództwo polskie podjęło decyzję o niepodejmowaniu walki i podpisało kapitulację. Władze austriackie nakazały rozlokować się oddziałom Korpusu w rejonie Pików, Janów, Chmielnik, gdzie pod koniec  czerwca 1918 wraz z grupą gen. Glassa (wtedy już dowódcą Korpusu był płk. Juliusz Rómmel) zostały rozbrojone. Żołnierze zdemobilizowanego korpusu, zgodnie z umową podpisaną  po kapitulacji, zostali w kilku transportach przewiezieni do  Polski.

## Kawalerowie Virtuti Militari
10 maja 1922 Naczelnik Państwa i Naczelny Wódz nadał niżej wymienionym oficerom i szeregowym byłego III Korpusu Wschodniego Krzyż Srebrny Orderu Virtuti Militari:

1. śp. płk Henryk Kuncman nr 6895,
2. rtm. Antoni Szuszkiewicz nr 6897,
3. por. Mieczysław Sienicki nr 6898,
4. por. Julian Dunin-Holecki nr 6899,
5. por. Witold Jabłoński nr 6900,
6. por. Zygmunt Netzer nr 6901,
7. chor. Aleksander Jakubowicz nr 6902,
8. plut. Bronisław Misiński nr 6903,
9. plut. Stanisław Dunajewski nr 6904[3].

20 lipca 1922 Józef Piłsudski pośmiertnie odznaczył Krzyżem Srebrnym Orderu Virtuti Militari płk. Juliana Pieńkowskiego.
15 lipca 1922 minister spraw wojskowych nadał Krzyże Walecznych żołnierzom byłego III Korpusu Wschodniego. Wśród odznaczonych Krzyżem Walecznych po raz pierwszy był między innymi wachm. Włodzimierz Tomczyszyn, który 8 listopada 1937 został odznaczony Krzyżem Niepodległości.